# Papa Innocenzo IX
Innocenzo IX, in latino Innocentius PP. IX, nato Giovanni Antonio Facchinetti de Nuce (Bologna, 20 luglio 1519 – Roma, 30 dicembre 1591), è stato il 230º papa della Chiesa cattolica (229º successore di Pietro)  e sovrano dello Stato Pontificio dal 3 novembre 1591 alla morte, avvenuta solo due mesi dopo.

## Biografia
Giovanni Antonio Facchinetti nacque a Bologna, figlio di Antonio Facchinetti e Francesca Cini. Dalla sorella minore, Antonia, sposata con Antonio Titta di Trento, ebbe origine la discendenza dei nipoti e pronipoti del futuro papa, in seguito adottati con il cognome Facchinetti. La famiglia del padre era originaria di Cravegna, nella Val d'Ossola (dove vi è tuttora la casa natale). Il cognome della sua famiglia pare fosse in realtà Nocetti (o de Nuce), ma di fatto il futuro pontefice era chiamato Facchinetti dall'umile lavoro svolto dal padre, che faceva il facchino.
Pochi anni dopo la nascita, Giovanni Antonio seguì la famiglia a Verona. Studiò legge all'Università di Bologna, dove si laureò in utroque iure nel 1544. L'11 marzo dello stesso anno ricevette l'ordinazione sacerdotale.
Dopo gli studi, Facchinetti si recò a Roma, dove si mise al servizio di Niccolò Ardinghelli, segretario del cardinale Farnese (nipote del Papa Paolo III). Morto prematuramente l'Ardinghelli (1547), Giovanni Antonio venne destinato alla chiesa dei Santi Gervasio e Protasio di Domodossola in qualità di canonico.
Nel 1552 il cardinale Farnese lo chiamò al proprio servizio e, divenuto arcivescovo di Avignone, inviò il Facchinetti nella città provenzale come suo vicario e amministratore diocesano; vi rimase quattro anni (1552-1556).
Nel 1560 il Facchinetti fu ordinato vescovo; gli fu affidata la Diocesi di Nicastro, dove si distinse per essere effettivamente il primo vescovo a risiedere nella diocesi dopo trent'anni di assenza del vescovo titolare. Da quell'anno Monsignor Facchinetti seguì i lavori del Concilio di Trento fino alla chiusura, avvenuta nel 1563. Fu poi nunzio apostolico a Venezia per portare avanti l'alleanza con la Spagna e la Serenissima contro i turchi, che alla fine produsse la vittoria di Lepanto. Nel 1574 il pontefice lo sollevò dall'incarico e Facchinetti tornò a Nicastro. Qui si dedicò all'applicazione dei decreti del Concilio. L'anno successivo, però, dovette rinunciare all'episcopato per motivi di salute. Si trasferì a Roma.
Guarito, nel 1576 riprese la sua attività nella Curia romana svolgendo incarichi nel Sant'Uffizio e nella Sacra Consulta. Dopo la nomina cardinalizia (1583), divenne membro effettivo delle due congregazioni in cui operava; inoltre entrò nel tribunale della Segnatura Apostolica.
Durante il pontificato di Gregorio XIV (dicembre 1590 – ottobre 1591), che soffriva di attacchi di malaria, il peso dell'amministrazione pontificia ricadde sulle sue spalle.

### Cronologia incarichi
- 1547: è canonico della chiesa dei Santi Gervasio e Protasio a Domodossola;
- 1552-1556: è vicario e amministratore diocesano ad Avignone;
- 1556-1558: è governatore di Parma;
- 1558: è abbreviatore nella Cancelleria pontificia;
- 1559: è referendario del Tribunale della Segnatura Apostolica
- 26 gennaio 1560 – 23 settembre 1575: è vescovo di Nicastro
- 1566 – 15 giugno 1572: è nunzio apostolico a Venezia
- 1575: è consultore della Santa Inquisizione
- 1576-1587: è priore commendatario della chiesa di Sant'Andrea a Carmignano di Brenta
- 12 (o 14) dicembre 1576 – 29 ottobre 1591: è Patriarca di Gerusalemme
- 12 dicembre 1583: è creato cardinale presbitero
- 9 gennaio 1584: assume il titolo cardinalizio dei Santi Quattro Coronati
- 1584: Abate commendatario del monastero dei Santi Elia e Filarete a Seminara (diocesi di Mileto)
- 1584: Abate commendatario della chiesa matrice di Santa Maria di Merola a Molochio (diocesi di Reggio Calabria)
- 19 novembre 1586: è nominato tra gli inquisitori generali del Sant'Uffizio. Successivamente entra nella Sacra Consulta e nel Supremo tribunale della Segnatura apostolica
- Partecipa ai conclavi che si tengono dal 1585 in poi
- 29 ottobre 1591: è eletto romano pontefice.

### Il conclave del 1591
Il conclave si svolse dal 27 al 29 ottobre 1591. Innocenzo IX fu eletto nel pomeriggio del 29 ottobre 1591 nel palazzo Vaticano e fu incoronato il 3 novembre dal cardinale Andrea d'Austria, protodiacono di Santa Maria Nuova.
I cardinali elettori si riunirono il 27 ottobre; parteciparono alla votazione finale 56 cardinali. Candidato sostenuto dalla parte spagnola, avendo ottenuto il placet di Filippo II, Facchinetti ottenne 24 voti già nella prima votazione. Egli stesso attribuì il suo successo all'appoggio spagnolo in conclave.
Il nuovo papa assunse il nome pontificale di Innocenzo IX, in onore del più illustre dei giuristi assurti al rango pontificio, Innocenzo III..
Fu il terzo cardinale creato da papa Gregorio XIII (1572-85) a salire sul Soglio di Pietro.

## Pontificato
- Vice-Cancelliere: Alessandro Damasceni Peretti (1589-1623)
- Camera Apostolica:
  - Camerlengo: Enrico Caetani (1587-1599)
  - Tesoriere: Bartolomeo Cesi (1589-1596)
- Congregazioni
  - Inquisizione: Giulio Antonio Santori (1587-1602)
  - Indice: Philippe de Lénoncourt (1588-1592)
  - Concilio: Girolamo Mattei (1591-1603)
- Tribunali della Curia
  - Penitenziere Maggiore: Ippolito Aldobrandini (1586-1592)
  - Prefetto della Segnatura Apostolica: ...; Paolo Emilio Sfondrati (1591-1610)
  - Decani della Rota Romana: Giovanni Battista de Rubeis (1573-1590); Séraphin Olivier-Razali (1590-1602)
- Vicario per la diocesi di Roma: Girolamo Rusticucci (1588-1603)

Governo della Chiesa
Il 4 novembre 1591 (con la bolla Quae ab hac Sancta Sede) il pontefice confermò e inasprì il divieto (istituito da Pio V) di vendere i possedimenti ecclesiastici e di rinnovare le concessioni dei feudi pontifici decaduti, stabilendo come pena la scomunica.
Relazioni con le istituzioni della Chiesa
I suoi predecessori avevano nominato un Segretario di Stato, incaricato di rappresentare la Chiesa presso le monarchie europee. Innocenzo IX decise di scindere in tre parti questo ufficio: un cardinale si sarebbe occupato di Polonia e Francia, un altro di Italia e Spagna e un terzo della Germania.
Relazioni con i monarchi europei
Innocenzo IX continuò la politica dei predecessori: mantenimento di forti relazioni con la Corona di Spagna e contrasto a re Enrico IV di Francia poiché appoggiava gli ugonotti.
Lo Stato della Chiesa manteneva un costoso esercito in terra francese; non essendo più in grado di sostenerlo, Innocenzo IX ridusse le forze in campo e chiese rinforzi a Filippo II di Spagna. Questi, che aveva ereditato le Fiandre e la Borgogna dal padre Carlo V, ordinò al governatore di quelle terre, Alessandro Farnese, di unirsi alle forze pontificie.
Nel 1592 il Farnese riuscì a sventare l'assedio di Rouen messo in atto da Enrico IV.
Governo dello Stato Pontificio
Il 4 novembre 1591 il pontefice creò un fondo di riserva di 250.000 scudi, depositati in Castel Sant'Angelo, per far fronte alle spese inevitabili.
Per quanto riguarda l'Urbe, il pontefice cercò di migliorare le condizioni di vita degli abitanti, sia contrastando la criminalità sia abbassando il prezzo del pane. Il flusso del Tevere fu regolato meglio (per evitare le inondazioni) e furono migliorate le condizioni sanitarie del nuovo rione, il Borgo.

## Morte e sepoltura

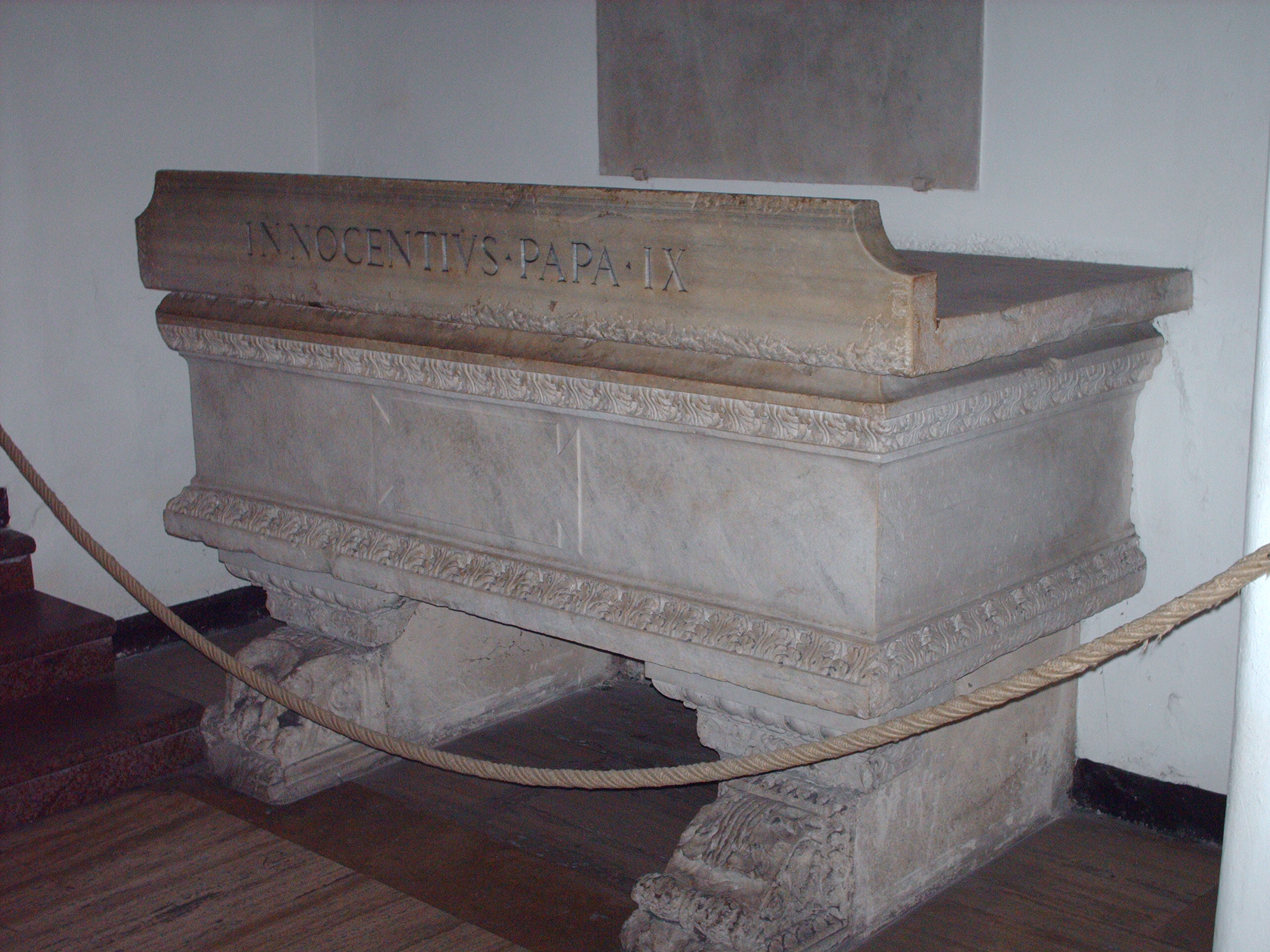
Tomba di Innocenzo IX nelle grotte vaticane

Già malato e debole, non volle rinunciare al tradizionale pellegrinaggio delle Sette Chiese, che effettuò il 21 dicembre 1591 a piedi, come da tradizione. Lo sforzo però fu troppo grande: il pontefice si ammalò il giorno successivo e non si riprese più.
Morì il 30 dicembre a Roma. In occasione del suo funerale la sua orazione venne scritta dal gesuita Benedetto Giustiniani. La sua salma venne deposta in un sarcofago romano secondo le mode artistiche dell'epoca e riposta l'8 gennaio 1592 nelle Grotte Vaticane, ove ancora oggi riposa.

## Cardinali creati da Innocenzo IX
Papa Innocenzo IX durante il suo pontificato creò due cardinali in un unico concistoro.

## Successione apostolica
La successione apostolica è:
- Vescovo Gerolamo Vitale de' Buoi (1580)
- Vescovo Paolo Bellardito (1580)
- Cardinale Silvio Savelli (1582)
- Vescovo Ignazio Danti, O.P. (1583)
- Vescovo Vincenzo Casali (1585)
- Vescovo Giulio Cesare Salicini (1591)

## Albero genealogico
|                             |   |   | Genitori |  |  | Nonni             |  |  | Bisnonni |  |
|                             |   |   |          |  |  | Navarrino Nocetti |  |  | …        |  |
|                             |   |   |          |  |  | Navarrino Nocetti |  |  | …        |  |
|                             |   | … |          |  |  | Navarrino Nocetti |  |  |          |  |
| Antonio Facchinetti de Nuce |   |   |          |  |  | Navarrino Nocetti |  |  |          |  |
|                             |   | … | …        |  |  |                   |  |  |          |  |
|                             |   | … | …        |  |  |                   |  |  |          |  |
|                             |   | … | …        |  |  |                   |  |  |          |  |
| Innocenzo IX                |   | … |          |  |  |                   |  |  |          |  |
|                             | … | … |          |  |  |                   |  |  |          |  |
|                             | … | … |          |  |  |                   |  |  |          |  |
|                             | … | … |          |  |  |                   |  |  |          |  |
| Francesca Cini              | … |   |          |  |  |                   |  |  |          |  |
|                             |   | … | …        |  |  |                   |  |  |          |  |
|                             |   | … | …        |  |  |                   |  |  |          |  |
|                             |   | … | …        |  |  |                   |  |  |          |  |
|                             |   | … |          |  |  |                   |  |  |          |  |